# Le Soir-Jeunesse
Le Soir-Jeunesse est un supplément hebdomadaire du journal belge Le Soir paru entre le 17 octobre 1940 et le 23 septembre 1941. Il s'agissait d'un supplément destiné à la jeunesse. Calqué sur Le Petit Vingtième (Hergé en est le rédacteur en chef et le principal auteur), il ne tarde pourtant pas à disparaître.

## Histoire du périodique

### La fin duPetit Vingtième

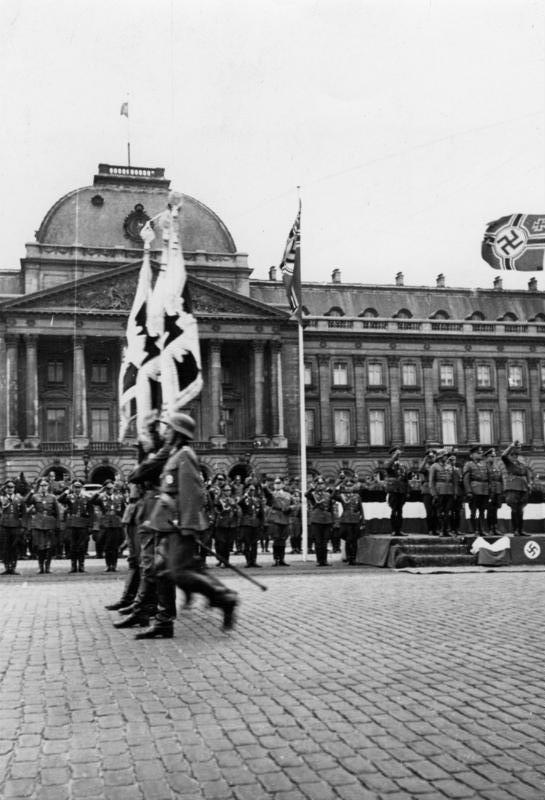
Des soldats allemands défilent devant le palais royal de Bruxelles en juillet 1940.

En 1928, l'abbé Norbert Wallez confie à Hergé la responsabilité du Petit Vingtième, le supplément hebdomadaire destiné à la jeunesse du quotidien Le Vingtième Siècle dont le premier numéro paraît le 1er novembre. C'est dans ce périodique que paraît à partir du 10 janvier 1929 Tintin au pays des Soviets, le premier épisode des Aventures de Tintin, qui rencontre aussitôt un certain succès.
Après le déclenchement de la Seconde Guerre mondiale et la mobilisation du dessinateur le 1er septembre 1939, Le Petit Vingtième entame tout de même la publication d'une nouvelle aventure, Tintin au pays de l'or noir, à partir du 12 octobre suivant. L'invasion de la Belgique par les troupes allemandes le 10 mai 1940 entraîne pourtant l'interruption du journal. Déclaré inapte au service le jour-même, Hergé se retrouve également dans l'impossibilité d'exercer son métier, comme il le confie à l'un de ses amis :

« Pour ma part, l'armée ayant renoncé momentanément à mes services, je suis parti le 15 mai pour Paris, avec ma femme, ma belle-sœur et sa petite fille. De là nous sommes filés en Auvergne, chez des amis, où nous avons attendu les événements. Le 30 juin, nous étions de retour à Bruxelles. Et voilà !... Le Vingtième est mort. Le Petit Vingtième aussi. Attendons la suite. »

— Hergé, lettre à Charles Lesne, 10 août 1940

### Un nouvel employeur pour Hergé

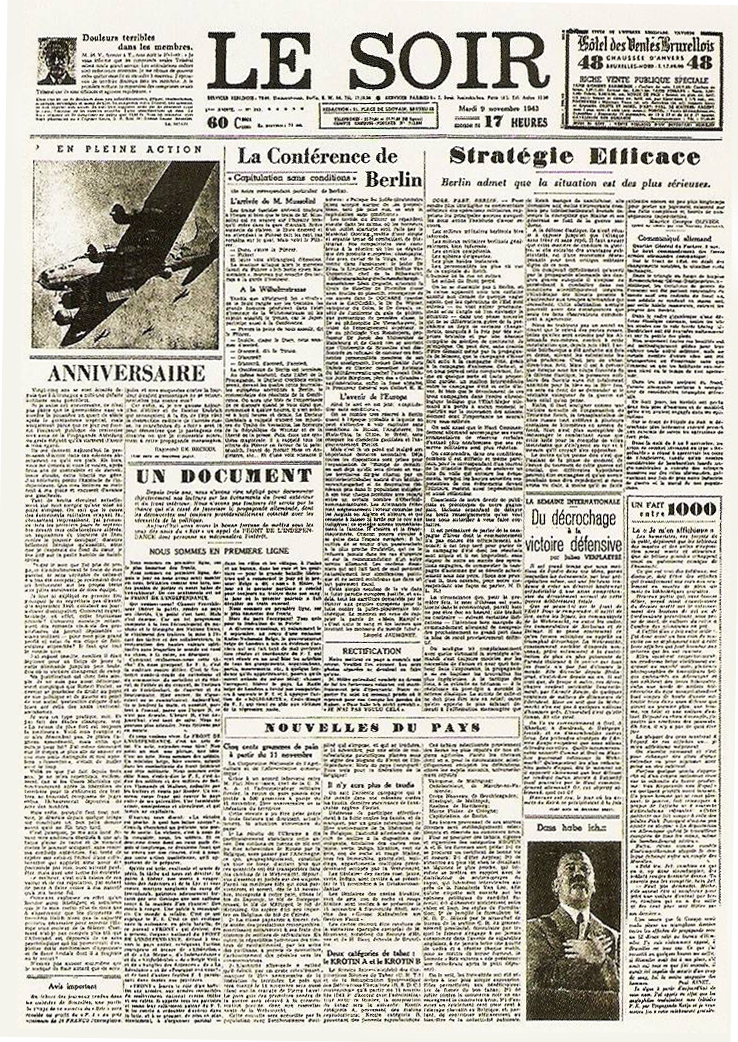
Durant l'Occupation de la Belgique, Le Soir était la risée des résistants.

Pendant l'été 1940, le journaliste Raymond De Becker contacte Hergé pour lancer avec lui un hebdomadaire pour la jeunesse intitulé Pionniers et dont la diffusion serait assuré par Le Soir. Le projet est avorté mais De Becker, qui devient entre-temps rédacteur en chef du journal lui propose finalement de collaborer à un supplément pour enfants destiné à rivaliser en qualité avec Le Petit Vingtième. Le 10 octobre, Le Soir publie un communiqué annonçant la création d'un nouveau supplément détachable, intitulé Le Soir-Jeunesse et destiné à paraître chaque jeudi. La responsabilité en est confiée à Hergé, assisté de Paul Jamin, dit « Jam », et Jacques Van Melkebeke.
Le premier numéro du Soir-Jeunesse est diffusé le 17 octobre 1940 et contient notamment une nouvelle aventure de Tintin et Milou, qui deviendra plus tard Le Crabe aux pinces d'or. Les deux héros figurent d'ailleurs sur la couverture du supplément, dans une illustration qui les montre à pied sur le chemin les conduisant du sud de la France vers la Belgique, accompagnée du titre « Tintin et Milou sont revenus ! ». Le journal contient également Hans le rude, un conte des frères Grimm illustré par Van Melkebeke, et Le Scarabée d'or, une nouvelle d'Edgar Allan Poe illustrée par Jam.

### Un périodique éphémère

Logo du Crabe aux pinces d'or.

Hergé s'investit dans son nouveau travail et assure la plupart des tâches au sein du périodique. Outre Le Crabe aux pinces d'or, trois gags inédits de son autre série, Quick et Flupke, sont publiés en une du supplément le 14 novembre 1940, le 19 décembre et le 16 janvier suivants. Il conçoit également diverses illustrations ainsi que les titres des rubriques. L'ensemble du supplément est imprimé en noir et blanc.
L'aventure du Soir-Jeunesse est pourtant éphémère. La pénurie de papier, due à l'occupation allemande de la Belgique, contraint la direction à réduire le format de son supplément. Les 8 et 15 mai, Le Soir-Jeunesse ne compte que quatre pages au lieu de huit. La semaine suivante, le supplément disparaît en tant que tel et la publication des Aventures de Tintin et Milou se poursuit dans Le Soir sur six bandes, mais cette fois le mercredi.
Le Soir-Jeunesse revient trois semaines plus tard sous la forme d'une rubrique hebdomadaire (le mercredi) couvrant une demi-page du journal, la bande dessinée d'Hergé s'étalant alors sur quatre bandes. Le Soir-Jeunesse, qui n'est donc plus un supplément détachable, paraît pour la dernière fois le 3 septembre mais la publication du Crabe aux pinces d'or se poursuit dans Le Soir à partir du 23 septembre suivant, à raison d'une bande par jour.

## Publications
- Les Aventures de Tintin : Le Crabe aux pinces d'or, présent dans tous les numéros du supplément, du 17 octobre 1940 au 15 mai 1941[13].
- Quick et Flupke : Bruxelles la nuit, ou… …un cercle particulièrement vicieux (14 novembre 1940), Occultation (19 décembre 1940), Un saucisson qui se défend (16 janvier 1941)[13].
- Hans le rude, conte des frères Grimm illustré par Jacques Van Melkebeke.
- Buffalo Bill, illustré par Jacques Van Melkebeke.
- Le Scarabée d'or, nouvelle d'Edgar Allan Poe illustrée par Jam.